# Rubicon (Italiaanse rivier)

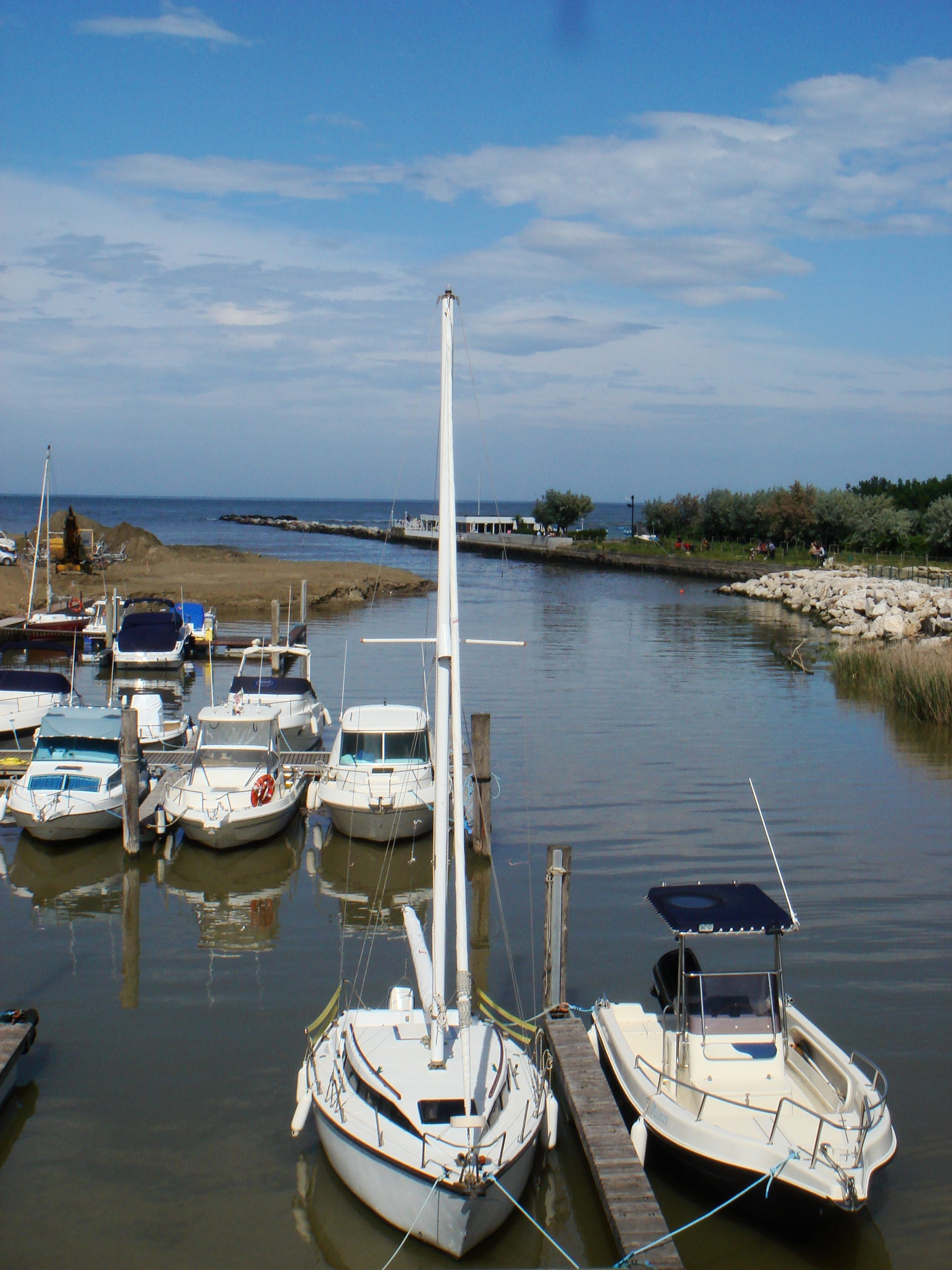
De monding van de rivier

De Rubicon (Oudgr. Ῥουβίκων, Lat. Rubico, It. Rubicone) is een riviertje van 80 kilometer lang in de Italiaanse regio Emilia-Romagna, uitmondend in de Adriatische Zee bij Ravenna.

## Historische Rubicon
Ten tijde van de Romeinse Republiek was de Rubicon een grensrivier tussen Latium, dat door de Senaat werd bestuurd, en de Romeinse provincie Gallia Cisalpina. Het was in de Romeinse wet vastgelegd dat een generaal met een staand leger de Rubicon niet mocht oversteken.
Het riviertje is bekend doordat Julius Caesar en zijn legioen in 49 v.Chr. de rivier zuidwaarts overstaken na de verovering van wat Gallia Transalpina zou gaan heten, waarmee de breuk met de Senaat een feit was. Een staatsgreep werd daardoor onvermijdelijk. Caesar sprak bij deze oversteek de illustere woorden Alea iacta est (Latijn: de teerling is geworpen).
Hieruit groeide de zegswijze: "De Rubicon oversteken" waarmee men bedoelt een betwistbare daad stellen die men niet kan tenietdoen of waarop men onmogelijk kan terugkomen.
Of de historische Rubicon dezelfde is als de huidige Rubicon is niet met honderd procent zekerheid te zeggen. De huidige rivier kreeg haar naam in 1933, toen bij decreet van Benito Mussolini de plaats Savignano nel Romagna zich Savignano sul Rubicone mocht noemen.
In 1991 werd deze theorie ondersteund in een uitgebreide studie van de historici Pignotti, Ravagli en Donati, na een vergelijking van verschillende historische bronnen zoals onder andere de Tabula Peutingeriana en Cicero, met moderne cartografie. Lendering neigt er toe om deze identificatie juist te achten. 
- Gemeinsame Normdatei: 7742355-0
- Library of Congress Control Number: sh2006007727
- Nationale Bibliotheek van Israël: 987007537645905171
- Virtual International Authority File: 236946937